# Jay Hammond
Jay Sterner Hammond (Troy, 21 luglio 1922 – Port Alsworth, 2 agosto 2005) è stato un politico statunitense.
È stato il governatore dell'Alaska dal dicembre 1974 al dicembre 1982. Nel corso della sua carriera politica ha rappresentato il Partito Repubblicano, eccezion fatta per il periodo 1958-1960 in cui era indipendente.